# Terra ribelle
Terra ribelle è una serie televisiva trasmessa nel 2010 e nel 2012 su Rai 1. La serie segue l'evolversi dell'intricata relazione tra i due amici d'infanzia, Andrea e Iacopo e di due sorelle nobili decadute, Elena e Luisa, sullo sfondo di intrighi e storie di vita comune della Maremma toscana nel XIX secolo; tuttavia la fiction è stata girata per buona parte in Argentina.
La serie, prodotta dalla Albatross Entertainment e Rai Fiction, è composta in totale da 15 episodi da 100 minuti ciascuno, il primo dei quali ha debuttato domenica 17 ottobre 2010 in prima serata su Rai 1.
Il 21 ottobre 2012, la fiction torna in prima serata su Rai 1, con la seconda stagione, ambientata ai primi del '900. Racconterà, attraverso l'evoluzione della storia d'amore di Andrea ed Elena, l'emigrazione di molti italiani, soprattutto maremmani, verso l'America meridionale.
Il progetto riunisce la regista, Cinzia TH Torrini e lo sceneggiatore, Peter Exacoustos, dopo il successo della serie Elisa di Rivombrosa. I protagonisti della serie sono Anna Favella e Rodrigo Guirao Díaz.

## Trama

### Terra ribelle
Nella Maremma Toscana dell'Italia dell'Ottocento vive un buttero, Andrea Cristofani, giovane contadino e grande amico di Iacopo, figlio di Achille Vincenzi. Giunto nel podere dei Vincenzi, il Conte Giardini, nobile fiorentino sull'orlo della bancarotta, pensa di risolvere la situazione combinando un matrimonio tra sua figlia Luisa e il figlio di Vincenzi, Iacopo. Il progetto del Conte Giardini sembra andare in porto, anche se Luisa non è ricambiata, in quanto Iacopo si invaghisce a prima vista della sorella minore di questa, Elena, amata anche da Andrea, che diversamente da Iacopo, è ricambiato dalla contessa.
Iacopo tuttavia in seguito ad un'aspra discussione, uccide il padre sotto gli occhi esterrefatti di Andrea e Luisa, che ricatta il giovane, chiedendogli di sposarla. In cambio farà ricadere la colpa dell'assassinio di Achille Vincenzi su Andrea, che accusato da Luisa, sarà costretto ad una fuga infinita per salvarsi, ed infine dimostrare la propria innocenza.

### Terra ribelle - Il Nuovo Mondo
Sono passati dieci anni dal primo incontro tra Elena ed Andrea, i quali ormai sono diventati i principi Marsili. Nel corso di questa stagione Elena e Andrea sono più distanti che mai, ma, grazie ad un terribile avvenimento, il rapimento della loro figlia Giulia, riusciranno a ricostruire tutto ciò che avevano distrutto e a mettere una pietra sul passato, passato che quasi per magia ritornerà a piombare nella vita dei coniugi, affermandosi come un'ombra nera negli incubi di Elena e nell'amore di Lucio per Luisa.

## Episodi
| Stagione         | Episodi | Prima TV Italia |
| ---------------- | ------- | --------------- |
| Prima stagione   | 7       | 2010            |
| Seconda stagione | 8       | 2012            |

## Personaggi
- Luisa Giardini (coniugata Vincenzi) interpretata da Sabrina Garciarena (stagione 1-2). Antagonista delle due stagioni, in principio, è la figlia maggiore del Conte Giardini. È una donna affascinante, che soffre del costante confronto con la sorella, e aspira soprattutto a trovare un uomo ricco che la renda moglie e madre, poiché, suo malgrado, è ancora nubile. Viene promessa sposa a Iacopo, del quale lei si innamora a prima vista, e pur non essendone mai ricambiata in favore della sorella Elena, lo convincerà a sposarla con un ricatto. Avida di potere e soldi, trova supporto in Lucio, capo delle guardie, per i suoi intrighi. Uccide il padre insieme a Duran, che a sua volta fa uccidere da Lucio. Dopo la morte del genitore si rivela verso Elena una donna crudele e non sarà per niente una brava padrona latifondista della Roccaccia, licenziando anche la madre adottiva di Andrea e passando il resto del tempo a fare l'amore e gli affari con l'amante Lucio. Quando il popolo si rivolta in favore di Elena e Andrea, tradirà e sparerà a Lucio per avere i soldi di Duran e si darà a una fuga disperata, inseguita dai carabinieri, ma cadrà nella palude e, non sapendo nuotare, se ne perderanno le tracce. Nella seconda serie, decaduta e ricercata, vive in Argentina insieme allo spietato generale Alfredo Malagridas, che la salvò dalla palude e con il quale sogna di conquistare l'Argentina con un vero e proprio colpo di Stato. La donna ha fatto rapire Giulia, la figlia di Andrea ed Elena, grazie alla quale vuole vendicarsi di suo marito Iacopo, di sua sorella e di suo cognato. Riuscirà a imprigionare sia la sorella che il cognato riuscendo a creare dei divari tra loro, facendo confessare ad Andrea un tradimento e convincendo Elena che sua figlia non l'ha mai amata. Nel nuovo mondo, Luisa viene seguita da ormai uno smarrito Lucio che l'ha sempre servita nonostante lei cerchi ripetutamente di causarne la morte. Nel tentativo di fuggire con del denaro e con Giulia, Luisa uccide Iacopo, ma viene bloccata da Malagridas, affezionatosi alla bimba, che rinchiude la donna in un deposito dell'esplosivo dove, nuovamente tra le braccia di Lucio e per non farsi arrestare, muore suicida lasciando cadere una bottiglia di esplosivo. Luisa verrà lasciata sotto le macerie dell'esplosivo in terra sconsacrata, senza ricevere una sepoltura.

- Elena Giardini (coniugata Marsili) interpretata da Anna Favella (stagione 1-2). Figlia minore del Conte Giardini. Intelligente, simpatica, curiosa e amante delle scienze, con lo stesso spirito illuministico del padre, al quale è legatissima. Dimostrerà modernità di pensiero non comune, unita a coraggio, spirito di sacrificio e passione. All'inizio della serie si innamora a prima vista di Andrea quando lui la salva dai briganti, ed è molto infastidita dalle troppe attenzioni di Iacopo. Quando il padre muore, decide di continuare le indagini sui misteri della Roccaccia e verrà imprigionata dalla sorella Luisa e da Lucio. Dopo una fuga rocambolesca, erediterà insieme al marito la Roccaccia, oramai in possesso dalla famiglia legittima dei Marsili. Nella seconda stagione è una donna matura, che dedica poco tempo a sua figlia a causa del lavoro. Si sentirà molto in colpa quando la sua bambina verrà rapita e portata nel Nuovo Mondo. Rimane nuovamente incinta di Andrea, convincendo il marito che la sua infertilità è svanita, quando in realtà Elena sa di rischiare la morte dando alla luce il bambino che porta in grembo.

- Iacopo Vincenzi (nato Marsili) interpretato da Fabrizio Bucci nella prima stagione e da Iván González nella seconda (stagione 1-2): inizialmente è il figlio del grande e ricco proprietario terriero, Achille Vincenzi. Il padre lo cresce nell'odio è nella freddezza, ritenendo che non fosse il figlio che aveva sempre desiderato, e questo ha reso Iacopo fragile e duro e allo stesso tempo, facile da manipolare. La sua infanzia negata, le frustate inferte dal padre adottivo da piccolo e l'abbandono di quest'ultimo, lo hanno trasformato in un individuo spietato e senza scrupoli, ma nonostante tutto c'è del buono nel suo cuore. Caratterizzato da uno sguardo imperioso e ambiguo, è esperto e coraggioso, superiore ai briganti ed infallibile con il fucile, è il migliore amico di Andrea con cui condivide l'amore per le bellissime terre della Maremma. Promesso sposo di Luisa Giardini, ma innamorato della sorella, questo sarà motivo di contrasto con Andrea e della rottura della loro amicizia. Ricattato dalla moglie Luisa, avida di potere e di soldi, accuserà Andrea dell'omicidio del padre, e farà di tutto per volerlo morto. Si scoprirà che è il gemello di Andrea, figlio anch'egli della Principessa, uccisa da Achille Vincenzi, per ottenere le terre del principe. Dopo vari intrighi, truffe, omicidi e tradimenti, sarà ricercato dal Capitano Giachieri, che lo perde quando fugge su una nave. La sua cattiveria non è una cattiveria fine a se stessa, e, come molte persone che in realtà soffrono, lo fa per evitare ad altri la sofferenza. Nella seconda stagione, lo si trova ricomparire dal nulla, come presunto rapinatore della principessina Giulia, ma, in realtà è molto diverso rispetto a dieci anni prima. L'uomo vive come eremita tra le montagne dove ha solo il conforto del padre biologico che cerca di colmare le sue apprensioni per il male che ha fatto in passato. Ritroverà Elena e Lupo, che inconsapevoli, lo accuseranno di aver rapito la nipote Giulia, ma il ragazzo raccoglie la sfida per la redenzione della sua anima e li aiuta ad attaccare il Forte dove la bambina è prigioniera della moglie Luisa e dal generale Alfredo Malagridas. Durante le guerre avrà tempo per l'amore, unendosi con Painè, una giovane guerriera Mapuche innamoratasi di lui. Da Iacopo avrà un figlio che non vedrà mai il padre. Infatti l'uomo durante l'assalto al Forte, cadrà vittima di Luisa che lo ucciderà con un colpo di pistola.

- Andrea Cristofani (nato Marsili)  interpretato da Rodrigo Guirao Díaz (stagione 1-2): Nella prima stagione è un buttero, ossia un antico mandriano della Maremma, che vive a Montebuono nel latifondo di proprietà di Achille Vincenzi, la Roccaccia. È il figlio putativo di una serva ed è il migliore amico di Iacopo Vincenzi, figlio del proprietario. Si innamora immediatamente, ricambiato, della contessina Elena Giardini. Allegro e simpatico, di aspetto forte e dolce, dotato di un'espressione ingenua ma scanzonata. Anche se cresciuto sotto le regole dure di una terra spesso ingrata, è di carattere solare, lineare nella condotta. Viene accusato della morte del padrone Achille Vincenzi, ucciso per mano del figlio di quest'ultimo, Iacopo. Arrestato, sfiora la condanna a morte, ma evade dai lavori forzati unendosi ai Briganti. Trova la sua amata Elena, ma gli sparano e cade in mare precipitando da un dirupo. Creduto morto, viene soccorso dagli amici ex-Briganti, sfidati dai Carabinieri e decimati da un'imboscata del Vincenzi e dei suoi uomini. Torna in forma ed organizza una sommossa contro il Vincenzi e tutti i loro complici. Si scopre con il tempo, che è figlio della Principessa Giulia Marsili uccisa, 20 anni prima, da Achille Vincenzi, che, per impadronirsi delle terre del Principe Marsili, adottò solo uno dei gemelli della principessa, Iacopo, abbandonando Andrea nella palude, insieme al corpo della madre morta. Andrea venne poi ritrovato dal Capo dei briganti, il Lupo, che lo lasciò alla porta di una donna che lo crebbe, Giovanna. Alla morte del nonno, eredita tutte le terre dei Marsili, ma, in cuor suo rimane sempre un buttero. Nella seconda serie il suo rapporto con Elena è ormai distrutto: la donna ormai è sempre a Roma per partecipare a diversi ricevimenti, mentre lui è da solo in Maremma, ad occuparsi dei suoi poderi. Con il rapimento della loro figlia Giulia, i due coniugi si riavvicineranno e decideranno di partire alla volta dell'Argentina in cerca di Iacopo, che credono il reale responsabile del rapimento. Durante un tentativo di liberare la piccola, saranno attaccati da dei briganti locali, mentre Andrea, credendo la moglie morta e in preda allo sconforto, si lascerà andare ad una fugace passione con Isabella, la donna che ospita i principi a Sarmiento. In seguito apprenderà che la moglie è viva e si pentirà amaramente di averla tradita, tradimento che sarà utilizzato dalla cognata Luisa per dividere i due innamorati. Andrea scoprirà poi che il Lupo non è suo padre, bensì solo l'uomo che lo salvò e lo consegnò a Giovanna. Riuscito a liberare Elena, tornerà in Maremma. Proprio in Italia ritroveranno Malagridas e riusciranno a liberare la piccola Giulia, ristabilendo un rapporto familiare. Inoltre, Andrea, metterà nuovamente incinta la moglie, non in grado di sostenere una nuova gravidanza. In Argentina intanto anche Isabella aspetta da lui un bambino.

- Lupo interpretato da Humberto Zurita (stagione 1-2). Capo dei briganti Maremmani, al confine del podere del Grifalco. Uomo dallo sguardo magnetico, ha il carisma necessario a guidare una banda di briganti pericolosi e scellerati. Dotato di un'intelligenza machiavellica lo porta a compiere di volta in volta passi ben misurati, che consentono ai briganti di mietere successi su legge e potenti. È l'autore dell'agguato ai conti Giardini al loro arrivo in Maremma, che verrà sventato da Andrea. Fu lui a salvare Andrea dalla palude, poiché innamorato della principessa Giulia Marsili, come Lucio. Verrà ucciso da Iacopo Vincenzi, dopo il matrimonio segreto tra Andrea ed Elena. Misteriosamente, ricomparirà come se fosse un fantasma nel Nuovo Mondo, con il nome di Capitano Italia. Il primo a riconoscerlo sarà Chiara, ma, quest'ultima verrà rassicurata da Andrea. Il Lupo si è infatti salvato dalla terribile sparatoria dopo l'unione di Andrea ed Elena, perché la notte prima si è fatto dare una pozione di erba medicamentosa (che bevve il giorno dopo, forse prima di entrare in chiesa) dalla ormai defunta strega Miranda affinché sembrasse morto per un bel po' di tempo e dato che non è stato colpito in faccia o in una parte delicata. Così se n'è andato in Argentina in cerca di fortuna, trovando il circo Italia. Cercherà di aiutare i principi Marsili a recuperare la piccola Giulia, affiancato da Anita e dal circo. Quando cade prigioniero di Luisa, vedrà morire sotto i suoi occhi la sua amata Anita e verrà rinchiuso nelle miniere dove baderà al benessere dei bambini reclusi. Salvato da Andrea, il Lupo, condurrà i piccoli alle loro famiglie e porterà a Painè la notizia della morte di Iacopo ed assistendo alla nascita di suo figlio. Da Isabella apprenderà che Andrea sarà di nuovo padre e salverà la donna e la suocera Augusta dalla furia di Nico che desiderava impossessarsi di tutti i beni della loro famiglia.
- Lucio interpretato da Fabián Mazzei (stagione 1-2). Capocaccia e braccio armato del padrone Achille Vincenzi, al quale è molto legato, nemico del Lupo, visto che entrambi in passato sono stati innamorati della principessa Giulia Marsili, senza sapere che è stato Achille ad ucciderla. Crudele e cinico verso Andrea, poiché sottomette ingiustamente i butteri onesti, si dimostra, invece, gentile e protettivo con Iacopo. Ha lo sguardo enigmatico e impassibile dell'uomo duro e determinato pur di difendere gli interessi padronali disonesti, diventa l'amante di Luisa. Dopo la combutta contro Iacopo, scapperà durante la sommossa, insieme alla contessa Luisa. Lui, innamorato dopo anni di una nuova donna, verrà tradito a sua volta da questa che gli sparerà. Si rifugerà, ferito a morte, nell'ex covo dei briganti. Comunque sia, non ce la farà a nascondere la sua faccia da latitante. Verrà scovato dopo anni e imprigionato in un carcere sul mare e ritenuto pazzo. Pur di scoprire il luogo in cui dimora la figlia Giulia, Elena ed Andrea chiederanno a lui aiuto, e, per trovare Iacopo, lo faranno evadere. Rimasto negli anni fedele a Luisa, per diverse volte rischierà di morire, proprio a causa dell'antica amante. Salvatosi la raggiungerà quando ormai tutto sarà perduto, morendo abbracciato a lei e confessandole tutto il suo amore durante un'esplosione.
- Dott. Lorenzo Tonali interpretato da Alessandro Bertolucci (stagione 1-2). Medico condotto di Montebuono, dall'aria romantica e tormentata, si dedica con trasporto alla cura delle molte malattie che proliferano tra povertà e paludi. Spesso cerca nell'alcool sollievo dai ricordi che lo angustiano, è rimasto vedovo ma, si innamora di Maria. A distanza di nove anni, della storia con Maria, è sempre un medico che lavora presso l'ospedale dell'università di Roma. Come miglior amico di Elena, accompagnerà questa nel Nuovo Mondo aiutando i nostri nella ricerca di Giulia. Qui conoscerà la donna della quale si innamorerà.
- Zifolo/Chiara interpretata da Anna Fantoni (stagione 1) e da Giulia Gorietti (stagione 2). Figlio di una povera donna malata, con un simpatico viso da monello impunito, si destreggia tra le privazioni di una condizione umile. In realtà è una bambina ed il suo nome è Chiara, ma solo Elena e la maestra Cordelli sono a conoscenza della verità. Quando poi, anche Andrea e il medico verranno a conoscenza della natura della bambina, verrà adottata da quest'ultimo e accettata come bambina. Nella seconda stagione, è una donna dagli atteggiamenti tipici di un buttero e si chiama Chiara. Si innamorerà profondamente del tenente Edoardo Belmonte che conoscerà nel viaggio in Argentina dove andranno in cerca di Giulia. Al termine della seconda serie, i due si sposeranno in Maremma e Edoardo verrà promosso capitano.
- Conte Giardini interpretato da Mattia Sbragia (stagione 1). Padre di Elena e Luisa. Nobile fiorentino, mite e colto e studioso di lettere, è costretto da un improvviso tracollo finanziario, a combinare il matrimonio della figlia con il giovane Iacopo Vincenzi. Il principe Marsili gli chiede di indagare sulla morte della figlia Giulia, ma il conte durante le ricerche verrà trovato in fin di vita sulle rive dell'Arno. Inizialmente secondo il Capitano Giachieri, si tratterà di un suicidio, ucciso perché aveva scoperto il mistero sull'omicidio della principessa Giulia Marsili, ma, questa versione, non convincerà Elena, che cercherà di conoscere la verità sulla morte del padre e della principessa Giulia.
- Achille Vincenzi interpretato da Maurizio Mattioli (stagione 1). Padre di Iacopo e proprietario latifondista della Roccaccia. Rozzo e autoritario, è un avido proprietario terriero pronto a tutto pur di ampliare i suoi possedimenti. Ha cresciuto il figlio Iacopo nell'odio e nella freddezza. Viene ucciso dal figlio Iacopo ubriaco, dopo che ha visto il figlio fare pace con Andrea. Fu lui ad uccidere la principessa Marsili, unica erede delle terre del principe, aspirate da Vincenzi. Ne adottò uno dei gemelli, come suo erede, e abbandonò Andrea nella palude insieme alla principessa Giulia, la madre di Andrea e Iacopo.
- Maria interpretata da Ivana Lotito (stagione 1). Giovane ragazza del popolo, innamorata di Andrea. Con grandi occhi intelligenti ed espressivi, è di aspetto piacevole nonostante l'umile condizione di serva all'osteria. Il padre carbonaio e ubriacone la venderà all'oste. Il dottor Tonali è innamorato di lei e paga l'oste affinché liberi la ragazza, ma Maria non vuole andare con il dottore, perché pensa che lei non sia alla sua altezza. Innamorata di Andrea, sarà sempre in rivalità con la Elena. Verrà venduta dal suo padrone, per essere uccisa e fatta passare per Elena, morta.
- Giovanna Cristofani interpretata da Elvira Villarino (stagione 1). Anziana serva dei Vincenzi e umile madre putativa di Andrea, che ha allevato in modo amorevole e onesto, secondo i più semplici valori contadini. Non vede di buon occhio l'amicizia del figlio con Iacopo né l'amore che lui prova per Elena: la vita le ha insegnato a rispettare le differenze di ceto. È stata lei a cui fu affidato Andrea, ancora in fasce, dal Lupo. Prima di morire rivela ad Andrea di non essere suo figlio.
- Capitano Giacomo Giachieri interpretato da Joaquín Berthold (stagione 1). È una persona molto onesta e integerrima, capitano dei carabinieri, si è innamorato perdutamente di Elena, durante una lezione di medicina nel corso di un'autopsia di un uomo. Il capitano cercherà in ogni modo di far breccia nel cuore della contessa, chiedendole la sua mano, ma lei rifiuterà poiché innamorata di Andrea. Pur di starle accanto, rifiuterà il trasferimento in Aspromonte e deciderà di aiutarla sulla ricerca della verità, riguardo all'omicidio di Achille Vincenzi. Il Capitano, riceverà da Luisa una lettera che gli spezzerà il cuore, nella quale annuncia che la sorella si farà suora. In realtà, Elena non desiderava affatto diventare suora, era solamente una bugia che Luisa aveva inventato per separare Iacopo da Elena. Quando capirà che il cuore di Elena appartiene al giovane buttero, capirà di non avere più chance e accetterà dolorosamente di mettersi da parte. Sarà il primo membro estraneo a capire che tra Luisa ed Elena non vi è un bel rapporto. La sua forte personalità lo indurrà a riportare l'ordine legale in Maremma.
- Fiorella Cordelli interpretata da Sarah Maestri (stagione 1). Maestra del paese, dotata di una grande simpatia e di un naturale trasporto per i bambini. Ospiterà Elena quando la ragazza se ne andrà dalla Roccaccia.
- Tacca interpretato da Carlos Kaspar (stagione 1). È un oste, un tipaccio grasso e dal sorriso falso, asservito alla legge della sopravvivenza e del guadagno, non si farebbe scrupoli neanche a vendere la propria anima. Verrà, insieme alla moglie, picchiato a sangue dalla folla, quando si scoprirà che ha venduto la povera Maria, poi uccisa.
- Ingegner Hoffman interpretato da Ralph Palka (stagione 1). Ingegnere, in Maremma a studiare e pianificare una riforma agraria che sembra non partire mai. Un uomo piuttosto ingenuo che ignora i numerosi tradimenti della moglie.
- Vittoria Hoffman interpretata da Danila Stalteri (stagione 1). Moglie bella e irrequieta dell'ingegner Hoffman, avida di denaro. Intrattiene una relazione segreta con l'Onorevole Duran. Sarà uccisa dalla contessa Luisa, mentre litigano per i soldi rubati dal Duran.
- Gina interpretata da Silvia Kalfaian (stagione 1). Anziana e fedele governante delle Contessine Giardini. Le seguirà da Firenze in Maremma, capace anche lei di adattarsi alle diversità di una terra difficile. Lucio su ordine di Luisa la fa sparire dalla palude perché scoprì che quest'ultima teneva prigioniera Elena.
- Generale Alfredo Malagridas interpretato da Lando Buzzanca (stagione 2). Malagridas, ex generale dell'esercito sabaudo, in Argentina è un malvagio oppressore ed alleato della perfida Luisa, che ha salvato anni prima in Maremma. Conta sulla raccolta dell'argento, obbligando i bambini a scavare nelle miniere. Vuole a tutti i costi un erede, e in questo vorrebbe la piccola Giulia, per questo si scontra numerose volte con Luisa. Fuggito in Italia, verrà arrestato e graziato. Si recherà in Russia dove viene incaricato di placare le rivolte contro gli Zar.
- Isabella Puccini interpretata da Luz Cipriota (stagione 2). Vive in Argentina insieme alla sua suocera, la triste Augusta. È di origini maremmane. In seguito alla morte del marito ucciso da un incendio, è rimasta vedova. La suocera, non fa altro che incolparla della morte del figlio. Isabella ha un carattere ottimista, tanto che ha costruito da sola un grande casa, di cui è padrona. Secondo Augusta, non è una donna che possa stare senza un marito, ma, Isabella apparentemente non sembra ascoltarla. In verità, desidera un consorte e si innamorerà dell'uomo sbagliato, ovvero di Andrea. Infatti, ospiterà quest'ultimo ed Elena nella sua casa, per aiutarli nel rapimento di Giulia. Alla fine della seconda stagione, aspetta un bambino da Andrea, che, quando ha creduto la moglie morta, l'ha tradita con Isabella.
- Alberto Dell'Arco interpretato da Michel Noher (stagione 2). Di famiglia nobile, Alberto Dell'Arco non è solamente un barone, ma anche un colonnello di cavalleria e presta servizio nel Reggimento Lancieri di Montebello. Incontrerà Elena, durante l'inaugurazione della scuola elementare "Regina Margherita" a Roma, innamorandosi subito della principessa. Lui e il tenente Belmonte, si occuperanno del caso del rapimento di Giulia, accompagnando i principi Marsili nel Nuovo Mondo. Durante un tentativo di salvare Giulia, il colonnello fa scudo ad Elena, pagando con la sua stessa vita.
- Edoardo Belmonte interpretato da Antonio Folletto (stagione 2). È un tenente dei carabinieri. Insieme al colonnello Dell'Arco, viaggerà dalla Maremma al Nuovo Mondo, per trovare Giulia, la figlia di Elena e Andrea. Il tenente, si mostrerà subito molto preso da Chiara, che alla fine sposa.
- Anita interpretata da Susanna Smit (stagione 2). È la presentatrice del circo di Capitano Italia, follemente innamorata del Lupo, Anita è pronta ad assecondarlo in tutto, nonostante non sappia nulla né di lui nel suo passato. Lo affiancherà nel tentativo di liberare Giulia, ma sarà imprigionata insieme all'amato da Malagridas. Muore uccisa da Luisa, sotto gli occhi disperati del Lupo e di Malagridas, che tuttavia da uomo d'onore voleva lasciarla libera.
- Giulia Marsili interpretata da Belen Leiva (stagione 2). Unica figlia di Andrea ed Elena, rapita dalla perfida zia Luisa e portata in Argentina.
- Nico interpretato da Edgardo Marchiori (stagione 2). Innamorato disperatamente di Isabella e al soldo di Luisa, Nico si scontrerà con Andrea ed Elena.
- Lord Richard Graves interpretato da Omar Sanchez (stagione 2). È l'ambasciatore del Regno d'Inghilterra, uno dei migliori amici di Elena, Andrea sarà geloso di lui, dicendo alla moglie che non è la persona che sembra. Infatti è il capo di un'organizzazione segreta, che esporta esplosivi, in affari con Malagridas.
- Fra Germino interpretato da Bruno Aldicosea (stagione 1-2). È il frate misterioso della Maremma, padre biologico di Iacopo e Andrea. I due sono nati dalla sua relazione con la principessa Giulia Marsili, ma il frate riabbraccerà i suoi figli parecchi anni dopo.

## Critica
Aldo Grasso ha sottolineato come la serie sembri "la ripetizione della serie Elisa di Rivombrosa", definendola comunque "un feuilleton esemplare", in quanto comprendente le quattro caratteristiche che hanno fatto grande la letteratura d'appendice ottocentesca:
- l'oleografia, cioè un'ambientazione che lo spettatore sente appartenere al passato;
- i luoghi comuni, come il bene contro il male, che si personificano nei vari personaggi;
- il riscatto, ovvero la vittoria finale del bene sul male, nonostante tutte le difficoltà;
- l'agnizione, cioè le rivelazioni e i colpi di scena relativi all'identità dei personaggi.

## Errori storici
- Nella prima stagione, Andrea, ritenuto responsabile dell'omicidio di Achille Vincenzi, viene condannato a morte. Sebbene la pena di morte fosse prevista nel codice giuridico italiano, la Toscana era l'unica regione nella quale non era prevista per alcun tipo di reato. Inoltre, nell'istante nel quale Andrea sta per essere giustiziato, un carabiniere a cavallo porta l'editto con il quale re Vittorio Emanuele II abolisce la pena di morte su tutto il territorio del Regno d'Italia e commuta le condanne a morte con il carcere a vita. La pena di morte fu abolita in Italia nel 1889, 11 anni dopo la morte di Vittorio Emanuele II avvenuta nel 1878, da re Umberto I.